# Лебедєв Герасим Степанович
Лебедєв Герасим Степанович (1749, Ярославль — 15 [27] липня 1817, Санкт-Петербург) — російський індолог, лінгвіст, театральний діяч, перекладач, музикант.
Прожив 12 років в Індії, виступаючи як музикант-виконавець і викладаючи музику. Піонер індології, перший російський індолог. Головними його працями є граматика калькутської розмовної форми мови гіндустані і праця про економіку, географію і культуру Індії. Відкрив першу в Європі друкарню, обладнану верстатами з індійським (бенгальським) алфавітом. Відомий і як піонер бенгальської драматургії — засновник першого в Індії національного драматичного театру європейського зразка.

## Життєпис
Народився в 1749 році в Ярославлі в сім'ї священика.
Незабаром батько переїхав до Санкт-Петербурга, де влаштувався півчим Придворної капели. Герасим виховувався матір'ю і не отримав систематичної освіти.

Коли йому було 15 років, він переїхав до батька; за власним бажанням опанував грамотою і захопився читанням книг, особливо про далекі країни; став займатися музикою: співав у хорі, чудово грав на віолончелі; познайомився з одним із засновників російського театру — Федором Волковим.
У 1777 році Лебедєв їхав у Неаполь як музикант російського посольства, очолюваного графом А. К. Розумовським — великим любителем музики, але посольство затримався у Відні через війну Австрії з Пруссією. Герасим Степанович продовжив подорожувати по Європі самостійно, заручившись рекомендаційними листами А. К. Розумовського і російського посла у Відні князя Д. М. Голіцина. Лебедєв успішно виступав у великих європейських містах (його гру згадував Гайдн) і ґрунтовно вивчив музику, а також кілька мов.
Завдяки С. Р. Воонцову Лебедєв отримав дозвіл на в'їзд до Індії. Є припущення, що поїздка в Індію була викликана знайомством з освіченими масонами-вільнодумцями з оточення Павла, зокрема, О. Б. Куракіним і С. І. Плещеєвим, яких цікавила інформація про «давні мудрості Сходу».
15 серпня 1785 прибув в Мадрас. Вивчає «мальбарську народну мову» (ймовірно, це була тамільська мова), виступає з концертами.
В серпні 1787 Лебедєв прибуває в Калькутту — столицю Бенгалії і всієї Британської Індії, щоб провести тут близько 10 років.
У своїй музиці Герасим Лебедєв поєднував європейське і індійське звучання («бенареська сюїта», написана після відвідин міста Варанасі (Бенарес), «Індійська серенада» та інші). До нього ніхто не виконував індійські мелодії на західних інструментах
Лебедєв брав уроки санскриту у місцевого шкільного вчителя, що супроводжувалося ознайомленням з індійською космогонією, міфологією, літературою, математикою і астрономією, а натомість, крім платні, навчав його європейській музиці. Потім у нього з'явилися й інші вчителі; він самостійно ознайомився також з письмовими джерелами, в тому числі і перекладними. Лебедєву найкраще вдалося вивчити бенгалі, досить добре опанувати калькуттською формою розмовного гіндустані, а також освоїти велику кількість санскритських слів в бенгальській вимові і основи граматики санскриту.